# Alinhamento de rodas

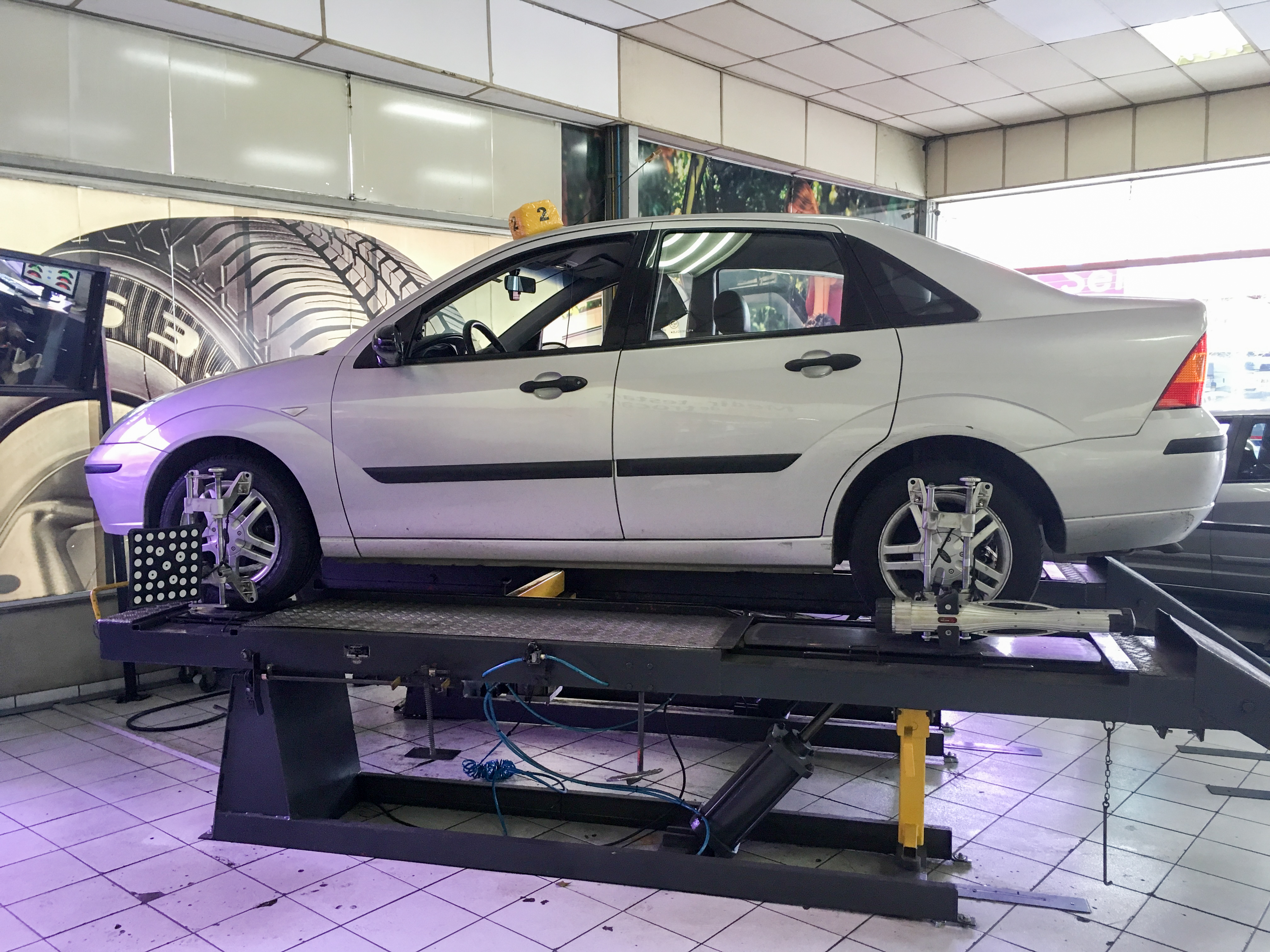
Veículo realizando alinhamento das rodas.

O alinhamento das rodas em um veículo é a correção geométrica executada no conjunto de elementos que formam a suspensão, a qual permite ao veículo manter sua trajetória.

## Características
O alinhamento ineficaz acarreta os seguintes danos:
- Problemas mecânicos (suspensão)
- Desgaste irregular dos pneus
- Desconforto e insegurança ao dirigir
- veículo puxando a direção para um dos lados.

## Vantagens de manter o alinhamento
- Rodagem suave e confortável
- Melhor dirigibilidade
- Estabilidade em curvas ou em linhas retas
- Melhor aderência com o solo
- Desgaste mínimo dos pneus
- Durabilidade dos componentes da suspensão e direção
- Segurança.